# Simone Logeart
Simone Raymonde Logeart, née le 24 mai 1923 dans le 4e arrondissement de Paris, ville où elle est morte le 11 juin 2001 dans le 20e arrondissement, est une actrice française.

## Filmographie
- 1948 : Le Diamant de cent sous de Jacques Daniel-Norman
- 1948 : Le Diable boiteux de Sacha Guitry
- 1950 : Le Gang des tractions-arrière de Jean Loubignac
- 1952 : Un jour avec vous de Jean-René Legrand
- 1953 : Le Témoin de minuit de Dimitri Kirsanoff
- 1953 : Le Gang des pianos à bretelles de Gilles de Turenne
- 1954 : Tourments  de Jacques Daniel-Norman
- 1954 : Marchandes d'illusions de Raoul André
- 1954 : Les Clandestines de Raoul André
- 1955 : Fantaisie d'un jour de Pierre Cardinal
- 1955 : Les pépées font la loi de Raoul André
- 1955 : Le Crâneur de Dimitri Kirsanoff
- 1955 : Dix-huit heures d'escale de René Jolivet
- 1955 : Cherchez la femme de Raoul André
- 1955 : Une fille épatante de Raoul André
- 1956 : Les Indiscrètes de Raoul André
- 1956 : Ce soir les jupons volent de Dimitri Kirsanoff
- 1957 : Quelle sacrée soirée de Robert Vernay
- 1958 : Chaque jour a son secret de Claude Boissol
- 1959 : Soupe au lait de Pierre Chevalier